# 敷島総合公園

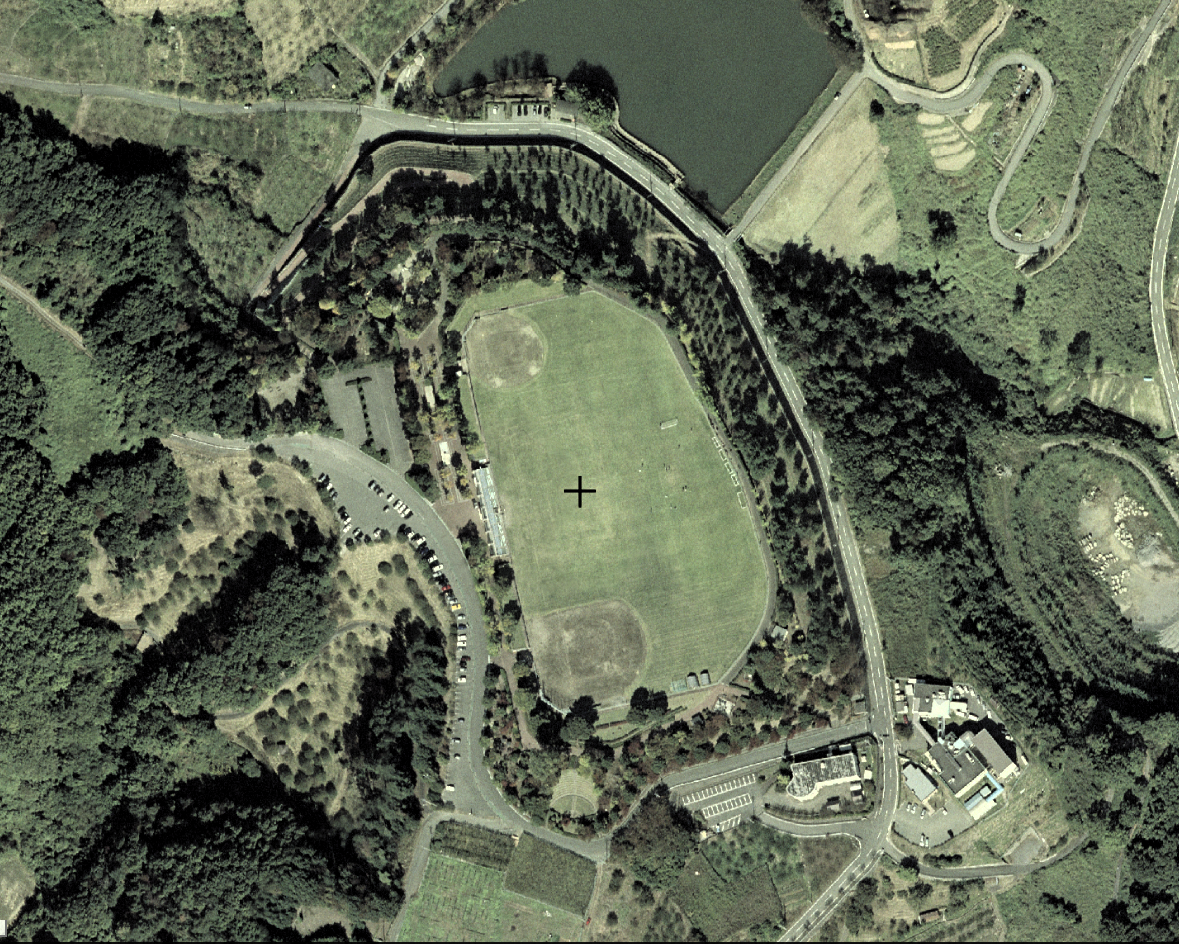
甲斐市敷島総合公園

敷島総合公園（しきしまそうごうこうえん）は山梨県甲斐市の北部にある多目的運動場が併設された総合公園である。
緑豊かな自然環境に恵まれ、約8ヘクタールの園内にはしだれ梅、八重紅梅など約1200本の梅の木が植えられた「梅の里」となっている。
梅の花の見ごろは2月下旬～3月中旬で、淡いピンクから赤に近い紅梅までさまざまな色合いの梅の花で彩られ、この季節になると多くの観光客が来園する。
公園内には多目的運動場（有料）が併設されており、野球やソフトボール、サッカーなど甲斐市の市民スポーツ関連のイベントなどによく利用されている。
なお、Jリーグのヴァンフォーレ甲府の練習場のひとつとしても使用されている。
また外周約800メートルの園路はウォーキングやジョギングにも最適で、毎年、梅の花が満開になる頃に公園周辺をコースとして「甲斐梅の里クロスカントリー大会」が開催されている。
なお敷島総合公園（多目的運動場）は、その名前から群馬県前橋市にある群馬県立敷島公園県営陸上競技場や群馬県立敷島公園サッカー・ラグビー場と混同されがちであるがまったく関係はない。
名前の「敷島」は、この多目的運動場のある場所が市町村合併で今の甲斐市となる前の自治体敷島町（中巨摩郡）からきている。

## 施設概要
- 梅園
- あずまや
- トイレ
- 園路
- 多目的運動場
- 遊具（ジャングルジム、鉄棒、すべり台、ブランコ、健康遊具）
- 自動販売機（清涼飲料水）
- 駐車場（公園西側50台）

### 多目的運動場
- 住所:山梨県甲斐市牛句2814
- サッカー1面、野球2面
- サッカーグラウンドにメインスタンドあり
- 駐車場:50台収容
- 毎週月曜日と火曜日、12月1日から3月31日は管理や芝生養生のため休み。

## アクセス
- 甲府駅より山梨交通03、04、05系統（昇仙峡方面へのバス）のいずれかに乗車し、「片山」バス停または「牛句」バス停下車
- 竜王駅より車10分。